# The Slider (film)
The Slider è un film thriller del 2017 diretto e prodotto da Carlo Fusco scritto da Filippo Santaniello con  Bruce Davison, Daryl Hannah, Tom Sizemore, Ieva Lykos, Hal Yamanouchi and Maia Morgenstern.

## Trama
Michael lavora come infermiere e vive con suo moglie Esther che è caduta in profonda depressione dopo la morte del loro figlio.

## Produzione
Dopo aver finito di girare Kidnapped in Romania e Sins Expiation, Fusco decide di dirigere il lungometraggio The Slider in quanto voleva cambiare completamente genere.

## Distribuzione
Il film è stato distribuito in anteprima mondiale negli Stati Uniti d'America il 31 ottobre 2017 da  ITN Distribution e Sony Pictures'.

## Critica
Il film è stato accolto in maniera negativa dalla critica. Su Imdb ha un punteggio di 4.7/10.